# نیروگاه هسته‌ای بلویل
نیروگاه هسته‌ای بلویل (به فرانسوی: Centrale nucléaire de Belleville) یک نیروگاه هسته‌ای در فرانسه است که در Belleville-sur-Loire واقع شده‌است.